# Jean-Michel Papillon
Jean-Michel Papillon, nacido el 2 de junio de 1698 y fallecido en París en 1776, fue  un grabador sobre madera francés.

## Biografía
Descendiente de un linaje de grabadores originarios de Ruan, Papillon gozó en vida de una gran reputación. Era hijo Jean II Papillon y de su primera mujer, Marie-Madeleine Chevillion. 
Mucho tiempo ligado a la Imprenta real en calidad «de grabador en madera», Papillon hizo, tanto para este establecimiento como para libreros e impresores, un número muy considerable de ornamentos de todos los géneros.  También escribió 21 artículos sobre su oficio para la Enciclopedia de Diderot y D'Alembert.
Escribió un importante Traité historique et pratique de la gravure en bois (Tratado histórico y práctico de la grabación en madera), en dos volúmenes, publicados en París,  en P.-G. Simon (1766), libro cuya parte histórica contiene numerosos errores, pero que proporciona también muchos informaciones valiosas.
Papillon reunió su obra grabada, junto con algunas obras de miembros de su familia, y la colección así formada la legó a la Biblioteca del Rey. Esta colección se encuentra en la actualidad  en el departamento de Estampas de la Biblioteca Nacional de Francia. El museo de la Imprenta y de la comunicación gráfica de Lyon conserva una matriz xilográfica grabada por Jean-Michel Papillon.  
Papillon se casó dos veces: la primera vez, con Charlotte-Madeleine Thérèse Chauveau, hija de René Chauveau, escultor del rey, y nieta del célebre grabador François Chauveau, y fallecida en 1741. Su segunda esposa fue Marie-Anne Rouillon, con la que se casó en 1742. Rouillon grabó algunas piezas en madera mencionadas en el Suplemento del Tratado histórico (p. 34).
Jean Michel Papillon tuvo un hermano también grabador, Jean-Baptiste-Michel Papillon, con el cual se le confunde a menudo.

## Escritos
- Traité historique et pratique de la gravure en bois (Tratado histórico y práctico del grabado en madera, tres volúmenes ilustrados, París, P. G. Simon, 1766 - consultar en Gallica.

## Alumnos
- Nicolas Caron